# Волинська м'ясна порода

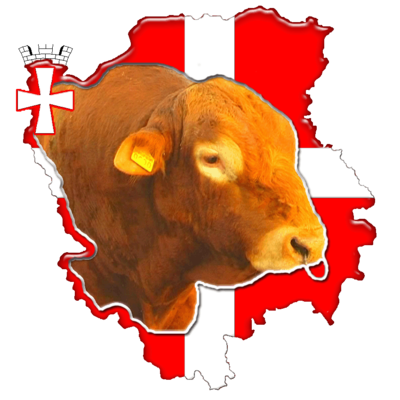
Логотип Волинської м'ясної породи

Волинська м'ясна порода ВРХ — порода великої рогатої худоби, виведена на Волині. Офіційно визнана новим селекційним досягненням і затверджена наказом Міністерства сільського господарства і продовольства України № 355 від 30 грудня 1994 р.

## Історія створення
Волинська м'ясна є другою м'ясною породою великої рогатої худоби, виведеною в Україні. Необхідність створення волинської м'ясної породи зумовлена низкою соціально-економічних, продовольчих, енергетичних, ресурсних, екологічних чинників, а також специфікою зон Полісся і Прикарпаття України, де інші м'ясні породи худоби погано акліматизуються, недостатньо використовують природні і культурні пасовища.
Нова порода створювалась з 1974 по 1994 рік і є підсумком науково-виробничої роботи вчених Волинської державної сільськогосподарської дослідної станції, фахівців обласного об'єднання по племінній справі в тваринництві, Ковельського науково-дослідного племпідприємства, обласного та районних управлінь сільського господарства, керівників та спеціалістів базових господарств, працівників тваринництва. Робота виконувалася під методичним керівництвом Мінсільгосппроду України (Карасик Ю. М.), Інституту розведення і генетики тварин Української академії аграрних наук (Зубець М. В.), Інституту тваринництва УААН (Доротюк З. Н.), Укрплемоб'єднання (Буркат В. П.).
Організації-організатори: Волинська державна сільськогосподарська дослідна станція, Інститут тваринництва УААН, Інститут розведення і генетики тварин УААН, Укрплемоб'єднання.
Автори виведення волинської м'ясної породи: Т. С. Янко, В. Ю. Потапчук, С. В. Тулайдан, М. В. Зубець, В. П. Буркат, Ю. М. Карасик, Л. М. Шевчук, В. А. Крочук, С. М. Долока, Е. М. Доротюк, Н. О. Бондар, О. В. Баюк, І. Д. Халамай, В. В. Карпюк, Г. Т. Шкурін, Я. В. Било, О. М. Окопний, О. Г. Тимченко, Л. О. Дунець, В. С. Сковородько, А. Г. Чабан, Ж. О. Ткаченко.
Волинська м'ясна порода створена методом складного відтворювального схрещування порід: чорно-рябої і червоної польської (материнські), абердин-ангуської, герефордської, лімузинської (батьківської).
Відповідно до схеми в кінцевому результаті одержано тварин нової породи з наступними частками вихідних порід: лімузинської — 3/8 (37,5 %), абердин-ангуської і герефордської по 3/16 (18,75 %) та місцевої худоби — 1/4 (25 %), які в подальшому розводяться «в собі» методом чистопородного розведення.

## Характеристика
Характерною особливістю породи є червона масть різних відтінків, комолість. Тварини мають міцну конституцію, пропорційну будову тіла: широкий, округлий тулуб з добре розвиненою мускулатурою.
Жива маса повновікових плідників — 950—1050, корів — 500—550, телят при народженні — 28-32 кг. Бугайці при вирощуванні на м'ясо у віці 15-18 місяців досягають живої маси 472—592 кг, середньодобові прирости — 1000—1200 г, витрати кормів на 1 кг приросту — 6,2-8,0 к.од., забійний вихід — 60-66 %, вихід м'якоті на 1 кг кісток — 5,1-6,1 кг. Корови мають добрі материнські якості, високу молочність і відтворювальну здатність, характеризуються довголіттям, отелення проходить легко.
Тварини пристосовані до умов Західного регіону України — добре переносять холод і спеку, ефективно використовують пасовища, грубі та соковиті корми.
Генеалогічна структура породи представлена 6 лініями, а саме: Цебрика 3888, Сонного-Кактуса, Буйного 3042, Ямба 3066, Красавчика 3004, Мудрого 3426 та 37 родинами. По кількості поголів'я серед вітчизняних м'ясних порід волинська м'ясна порода в Україні займає перше місце. Племінна база волинської м'ясної в Україні представлена 16 племзаводами та 17 племрепродукторами, з них у Волинській області — 14 племзаводами та 6 племрепродукторами. Ведучі племзаводи — СТзОВ «Зоря», «Турія», «В.Прометей», «Україна», «Пісочне», «Дружба» Ковельського, ФГ «Аміла» Турійського, СТзОВ «Баффало» Маневицького районів Волинської області.

### Ковельський внутрішньопородний тип
У породі створено ковельський внутрішньопородний тип, затверджений спільним наказом Мінагрополітики України та УААН від 20.01.2010 р. № 14/3, який виведений методом поглинального схрещування маточного поголів'я чорно-рябої молочної породи з бугаями-плідниками волинської м'ясної породи до третього, четвертого покоління з подальшим прилиттям крові абердин-ангуської та лімузинської порід вищої генетичної цінності, з отриманням в кінцевому результаті тварин генотипу — волинська м'ясна 3/4, абердин-ангуська 1/8, лімузинська 1/8, які розводяться «в собі».
Тварини ковельського внутрішньопородного типу комолі, масть чорна або чорна з білими відмітинами на череві і лобі. Жива маса повновікових бугаїв-плідників становить 950—1000 кг, корів 570—610 кг. Вихід телят на 100 корів — 85-90 голів, тривалість ефективного використання корів — 11 років. Жива маса бичків у віці 15-18 місяців становить — 469—559 кг, середньодобові прирости — 1000—1200 г, забійний вихід — 63,0-63,3 %, вихід м'якоті на 1 кг кісток — 5,06-5,16 , молочність — 215—220 кг.
Бугайці даного типу в 15 і 18 місячному віці перевищують ровесників волинської м'ясної породи за живою масою на 20,2-21,5 %, по забійному виході на 5,1 %, а повновікових корів своїх ровесниць за живою масою на 8,3-12,6 %, по молочності на 13,4-16,3 %.
Характерними особливостями тварин ковельського внутрішньопородного типу є висока відтворювальна здатність, легкість отелень, пристосованість до природно-кліматичної зони Західного регіону, висока продуктивність, стійкість проти захворювань, стійка передача господарсько-корисних ознак нащадкам, ефективне використання пасовищ, грубих і соковитих кормів.
За генеалогічною структурою ковельський внутрішньопородний тип волинської м'ясної породи представлений 6 лініями, з яких три нові: Прем'єр Хай Райза 550122/2853, Прогреса 4, Цитруса 1498/09888 та існуючої в волинської м'ясної породи ліній Цебрика 3888, Ямба 3066, Буйного 3042 і 20 заводськими родинами.